# موتورخانه

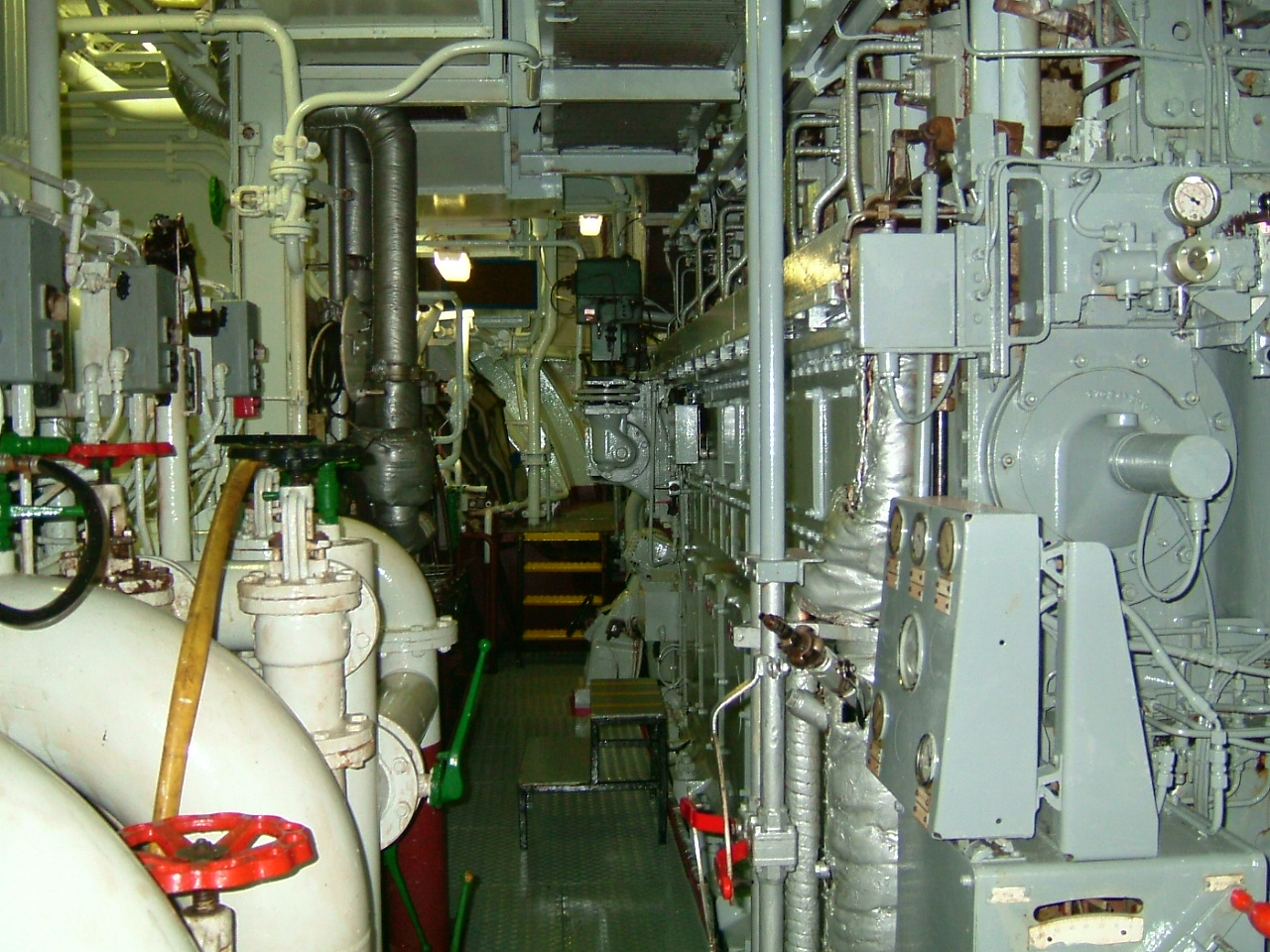
عرضه اصلی موتور در یکی شناور باری

در کشتی موتورخانه یا Engine Room محل قرارگیری ماشین‌های پیشرانهٔ شناور است.
برای افزایش امنیت و بقا پذیری شناور در برابر آسیب‌ها، ماشین‌های مورد نیاز برای عملکرد کشتی را به فضاهای مختلف با طراحی خاص و با طراحی مهندسی اختصاص می‌دهند.
موتورخانه یکی از این فضاها است و معمولاً بزرگترین بخش از فضاهای اختصاص داده شده به ماشین‌ها را به خود اختصاص می‌دهد.